# Desguace naval

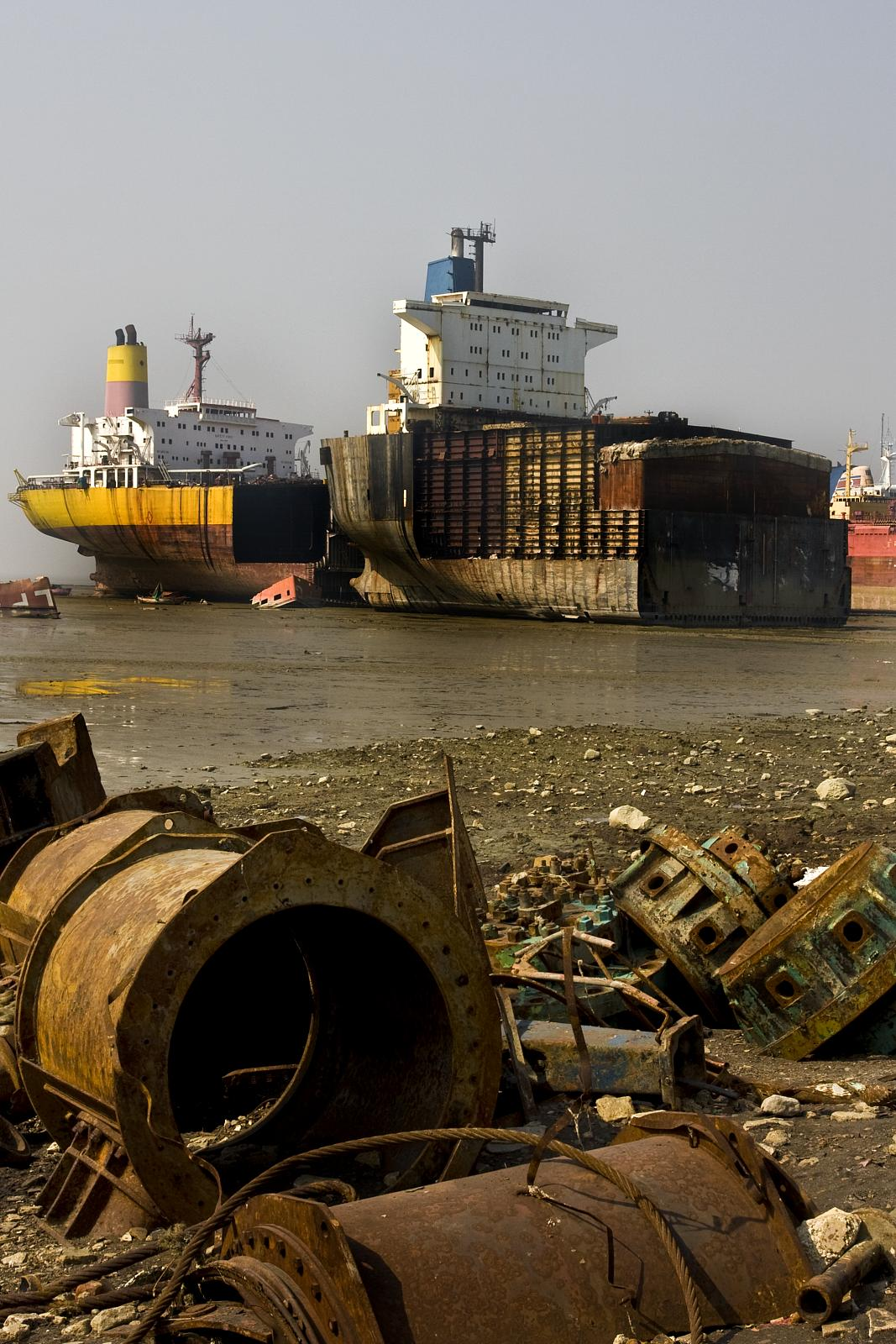
Desguazado de buques en Bangladés.

Desguace naval es el desguace específico para barcos que dejan de ser útiles por antigüedad, siniestro o fin de vida útil. Los navíos son entonces desechados para ser troceados (cortados, desarmados y reciclados), abandonados, o se les da otro destino distinto para el cual habían sido diseñados.
Los barcos para desguace son emplazados en la playa durante la marea alta y cortados en pedazos para al aprovechamiento de su material en las acerías locales.